# San Pedro de Bedoya
San Pedro de Bedoya es una localidad del municipio de Cillorigo de Liébana, en la comarca de Liébana (Cantabria, España). Se encuentra a 480 m s. n. m. y dista 4 kilómetros de Tama, la capital municipal. Tiene 19 habitantes (INE, 2008). Este barrio pertenece al Concejo de Bedoya, integrado por varios pueblos situados en el Valle de Bedoya, uno lateral respecto al de Cillorigo, en la vertiente occidental de Peña Sagra.
De su patrimonio arquitectónico destaca la Casona Bedoya-Soberon, declarada Bien de Interés Cultural en 1996, y data del siglo XVIII.
A esta población se accede desde la carretera N-621. a través de la carretera local CA-881 y carece de líneas de transporte público regular, siendo la parada más cercana la situada en Tama, en la carretera N-621.
Pasan por San Pedro los senderos de Pequeño Recorrido PR-S 4 Camino de Pasanéu, que desde Lafuente (Lamasón), pasa por el collado de Pasanéu, baja a este Valle de Bedoya, recorriendo San Pedro, Esanos, Pumareña, Trillayo, Castro-Cillorigo, Potes y llega al Monasterio de Santo Toribio de Liébana; y PR-S 88 Valle de Bedoya, ruta circular con comienzo y final en San Pedro y que recorre los pueblos de Salarzón, Pumareña y Esanos.